# Mohamed Khouna Ould Haidalla
Le colonel Mohamed Khouna Ould Haidallah (en arabe : محمد خونا ولد هيداله), né en 1940, est un officier militaire et homme politique mauritanien, ancien Premier ministre (à deux reprises) et chef de l'État (de 1980 à 1984).

## Biographie
Il est issu de la tribu idrisside des Laaroussiyine, implantée principalement au Sahara Occidental et au Maroc. Il étudie à Rosso près de la frontière avec le Sénégal et obtient le baccalauréat de sciences à Dakar en 1961. Il devient militaire l'année suivante et suit ses études en France à l’école militaire de Saint-Cyr.
Le 31 mai 1979, il occupe les fonctions de Premier ministre, succédant ainsi au lieutenant-colonel Ahmed Ould Bouceif, avant de prendre la présidence du Comité militaire de salut national (chef de l'État) le 4 janvier 1980. Les opposants politiques ont été traités durement, emprisonnés puis parfois exécutés. Il est renversé par Maaouiya Ould Sid'Ahmed Taya, son ancien Premier ministre, le 12 décembre 1984.
Candidat à l'élection présidentielle de 2003 et 2007, il obtient 18,7 % des voix au premier tour en 2003 et 1,93 % en 2007 et annonce son soutien à Sidi Ould Cheikh Abdallahi pour le deuxième tour. Après l'élection de ce dernier et le coup d'État qui le renverse en août 2008, il appuie le général Mohamed Ould Abdel Aziz, nouveau chef de l'État.